# دهستان چاه‌علی
دهستان چاه‌علی از دهستان‌های بخش جلگه چاه هاشم شهرستان دَلگان از شهرستان‌های استان سیستان و بلوچستان ایران است.

## تاریخچه تشکیل
در سال ۱۳۶۸ بخش دلگان شهرستان ایرانشهر به شهرستان ارتقاء یافت و طبق تقسیمات جدید دهستان چاه‌علی نیز به مرکزیت روستای چاه‌علی (موتورعلی) تشکیل شد.
این دهستان از ترکیب روستاها، مزارع و مکان‌های: ۱- دولابکان ۲- دموئی ۳- چاه‌دنک ۴- رگتی ۵ - گورک ۶ - احمدآباد ۷- مند ۸ - مند وسطی ۹- مند سفلی ۱۰- چاه‌علی (موتورعلی) که پیش از این در تابعیت بخش دلگان شهرستان ایرانشهر قرار داشتند ایجاد گردید.

## جُستارهای وابسته
- فهرست دهستان‌های ایران